# Ravello
Ravello är en ort och kommun i provinsen Salerno i regionen Kampanien i Italien. Kommunen hade 2 487 invånare (2017).